# Tanytarsus adjacens
Tanytarsus adjacens är en tvåvingeart som först beskrevs av Jean-Jacques Kieffer 1911.  Tanytarsus adjacens ingår i släktet Tanytarsus och familjen fjädermyggor.
Artens utbredningsområde är Pakistan. Inga underarter finns listade i Catalogue of Life.